# ウェイン・ゴドリー

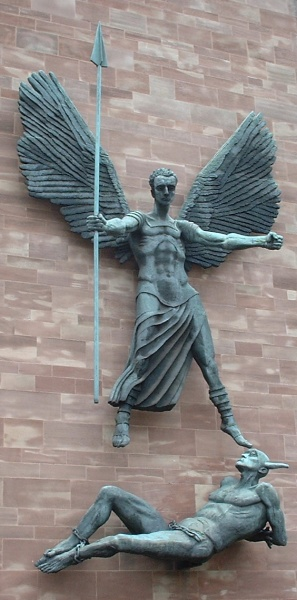
ジェイコブ・エプスタイン卿による、悪魔に対する聖ミカエルの勝利、その頭はワイン・ゴッドリーをモデルにしている

ウェイン・ゴドリー（1926年9月26日 – 2010年5月13日）は、英国経済に対する悲観論と英国政府に対する批判で有名な経済学者だった。 2007年に彼とマーク・ラヴォアは、2008年の世界的な金融危機を予測した分析である「ストックフロー一貫」モデルに関する本を書いた。

## 人生
ゴドリーはロンドンで第2男爵キルブラッケン・ヒュー・ゴドリーと彼の妻エリザベス・ウスボーンに生まれた。 彼の誕生は、兄のジョン・ゴドリーの誕生から6年後だった。
ゴッドリーはウィルトシャーのサンドロイド校に通い、その後ラグビー校に通った。その後、オックスフォード大学ニューカレッジで政治、哲学、経済学を学んだ。オックスフォード経済研究グループの主要な経済学者の1人であるアイザイア・バーリンとフィリップ・アンドリューズが彼の最も重要なメンターの2人だった。ゴッドリーはプロのミュージシャンになるための訓練を受け、パリ音楽院で3年間勉強し、その後BBCウェールズ交響楽団の主なオーボエ奏者になった。しかし、彼は公の場で演奏することに絶えず神経質になり、このキャリアをあきらめたが、彼は音楽に興味を持ち続け、1976年から1987年までロイヤルオペラの監督を務めた。 1955年に彼は彫刻家ジェイコブ・エプスタインの娘であるキティエプスタインと結婚した。彼は再建されたコベントリー大聖堂で彼の「信じられないほどハンサムな」頭を聖ミカエル像のモデルとして使用した。
彼の音楽的キャリアが終わった後、彼はメタルボックス会社のエコノミストになり、1956年から1970年まで財務省で働き、マクロ経済政策の問題と短期予測に取り組み、ハロルド・ウィルソンの下では1967年のポンドのの切り下げを含む経済と政策の問題を橋渡した。 財務省にいる間、彼は政府の経済顧問として働いていたニコラス・カルドアと関係を持った。ノーマン・ラモントの「7人の賢者」の 一人としてや暗黒の水曜日以降の外部経済顧問としても働いていた。彼は、1973年から74年の景気循環が終わり、1980年代に失業率が300万人に達すると予測しました。彼の弟子の一人が指摘したように、これらの悲惨な警告は「…彼に「フェンズのカサンドラ」という称号を与え、彼らが実現するまで嘲笑された」。 
長年にわたる財務政策思考への彼の貢献は、財務のチーフエコノミックアドバイザーであるデイブラムスデンによって認められた。 「(2000 年代の研究で際立っているのは)迫り来る金融・経済危機についての彼の独特の分析と先見の明であり、それに対応するために当時革新的な政策となっていたものの潜在的な役割である。」  1992年に彼は、通貨の動きに取って代わる共通の財政政策がなければ、ヨーロッパの通貨同盟に問題があるだろうと警告した。 
1983年、ゴッドリーはフランシス・クリップスと共著のマクロ経済学という本を出版した。 
1995年、ゴッドリーはニューヨーク州のバード大学のレヴィ研究所に着任し、米国と世界経済の戦略的展望と、構造的不均衡を明らかにするための会計マクロ経済モデルの使用に焦点を当てました。 1998年に、彼は、急増するアメリカの民間部門の債務によって煽られた世界経済の不均衡の拡大が持続不可能であると警告した最初の一人でした。彼の著書「マネタリー経済学：お金、収入、生産、富への統合的アプローチ」 （2007年）は、マーク・ラヴォアとの共著で、ストックフロー一貫モデルを扱っている。

## 経済学への貢献

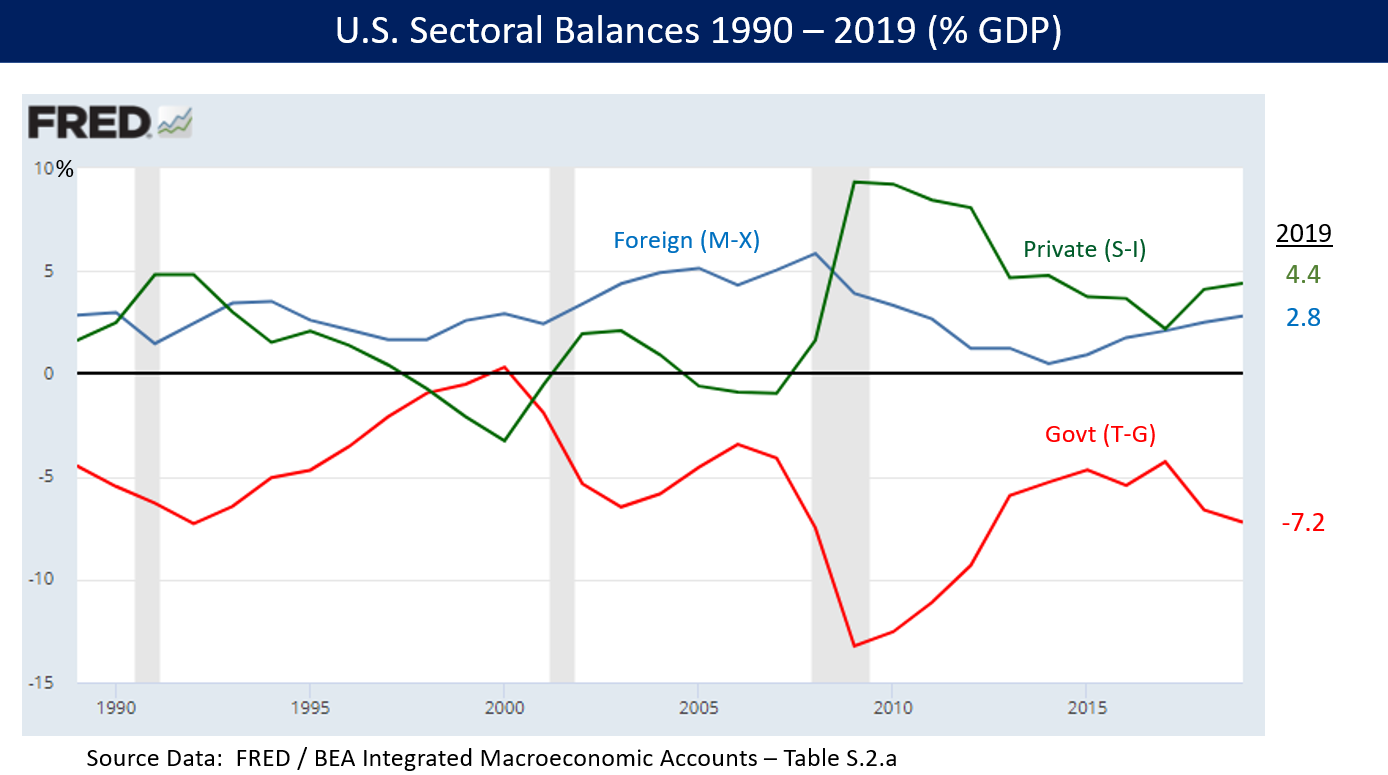
ゴッドリーの部門別収支分析フレームワークを示す図

エコノミストのマーティン・ウルフは、2012年の大不況の分析において、ゴドリーの部門別収支バランスを評価した。ウルフは次のように説明した。「本質的な考え方は、収入は経済全体の支出と等しくなければならないので（これは貯蓄が投資と等しいと言うのと同じことです）、それぞれの収入と支出の差の合計は経済のセクターもゼロでなければなりません。これらの違いは、「財政収支」とも言える。したがって、あるセクターがその収入よりも少ない支出をしている場合、他のセクターに対する（純）請求を蓄積している必要がある。重要な点は、部門収支は合計でゼロになる必要があるため、1つの部門の赤字の増加は、他の部門の相殺する変化と一致しなければならないということだ。したがって、財政赤字が拡大している場合、経済の他の部門の黒字の合計は、正確に相殺する方法で増加している必要がある。」ウルフは、民間部門の財政収支の大幅な増加が政府の赤字の大幅な増加を引き起こしたと説明した。 

### 産業空洞化
ゴドリーは、産業空洞化の「ニューケンブリッジ」モデルを開発した。 それは、英国産業の長期的な衰退と競争力を強調している。特に1970年代には、製造業は国内市場と国際市場の両方で着実にシェアを失った。輸入に対する輸出の歴史的な実質的な黒字は、均等なバランスに滑り込んだ。そのバランスは主に北海油田によって維持されており、農業とサービス部門の効率改善からはそれほどでもない。新しいケンブリッジモデルは、競争力の低下のいくつかの異なる原因を想定している。 1970年代まで、このモデルは納期の悪さ、製品のデザインの悪さ、そして一般的な低品質を強調している。英国では研究レベルは高いものの、業界はイノベーションの実施に遅れをとっている。 1979年以降のモデルは、他の通貨に対する英ポンドの上昇を示しているため、英国の製品はより高価である。政策については、ニューケンブリッジモデルは失業は増え続けるのを防ぐために一般的な輸入規制を推奨している。 このモデルは、産業空洞化が深刻な問題であり、長期的に国際収支の均衡を維持する国の能力を脅かしていることを示している。仮に北海油田がなくなったとしたら経済状況は厄介なものとなる。産業空洞化は、その深刻な社会的影響を課す。製造業に熟練した労働者はもはや必要とされず、低賃金で技術的 ダークベゼマー に価値の低い仕事に転職される。コンピュータ処理とグローバリゼーションはその問題を悪化させている。 

### 大不況の予測
ダークベゼマー は、ゴドリーは、2000年代後半の大不況の性質をかなり前もって予測し、正式なモデルに基づいて予測した比較的少数の経済学者の1人であることに注目したと主張している。 

## 批判
1983年のマクロ経済学のレビューで、レスター・サローは、特にゴドリー・クリップスモデルが閉鎖経済を説明しているように、マクロ経済モデルの有用性は疑わしいと書いている。